# Clarice de' Medici
Clarice de' Medici (Firenze, 14 settembre 1489 – Firenze, 3 maggio 1528) era figlia di Piero il Fatuo e Alfonsina Orsini, sorella maggiore di Lorenzo duca di Urbino.

## Biografia
Nata il 14 settembre 1489, secondo una tradizione ormai abbastanza frequente nella famiglia Medici, alla bambina venne dato il nome della nonna, in questo caso quello di Clarice Orsini.
Clarice aveva parentele prestigiose: nipote di Lorenzo il Magnifico, suo zio era papa Leone X, mentre un altro zio di secondo grado sarebbe presto diventato papa Clemente VII.
Sposò Filippo Strozzi nel 1508 e si trasferì a Roma, dove ormai dominavano i papi medicei. Dopo la morte prematura del fratello avvenuta nel 1519, accudì ed educò con il marito la piccola bambina che ne era rimasta orfana, Caterina de' Medici, futura regina di Francia. 
Morì nel 1528 per le conseguenze di un aborto o di un parto morto. 

## Discendenza
Dal suo matrimonio, ebbe dieci figli:  
- Piero Strozzi (1511 - 1558). Condottiero e maresciallo di Francia, sposò Laudomia di Pierfrancesco de' Medici, con discendenza legittima e non;
- Maria Strozzi (nata il 13 agosto 1514, morta fra il 1551 e il 1575). Sposò Lorenzo Ridolfi nel 1529;[1]
- Leone Strozzi (1515 - 1554). Cavaliere di Malta, celibe e senza discendenza;
- Luisa "Luigia" Strozzi (morta il 5 dicembre 1534). Sposò Luigi Capponi nel 1533, senza discendenza;
- Roberto Strozzi (12 ottobre 1520 - 1566). Barone di Collalto, sposò Maddalena di Pierfrancesco de' Medici, con discendenza;
- Maddalena Strozzi (1521-1596). Sposò Flaminio dell'Anguillara nel 1538;
- Giulio Strozzi (1522 - 14 dicembre 1537). Morì adolescente a Padova;
- Lorenzo Strozzi (1523 - 1571). Cardinale;
- Vincenzo Strozzi (morto a Roma nel 1537). Era considerato insano di mente, e per questo rimase celibe;
- Alessandro Strozzi (morto il 31 ottobre 1541, probabilmente morto in giovane età), celibe e senza discendenza.

## Ascendenza
|                      |              |                      | Genitori                   |  |  | Nonni |  |  | Bisnonni         |  |  | Trisnonni         |  |
|                      |              |                      |                            |  |  |       |  |  | Piero il Gottoso |  |  | Cosimo de' Medici |  |
|                      |              |                      |                            |  |  |       |  |  | Piero il Gottoso |  |  | Cosimo de' Medici |  |
|                      |              | Contessina de' Bardi |                            |  |  |       |  |  | Piero il Gottoso |  |  |                   |  |
| Lorenzo de' Medici   |              |                      |                            |  |  |       |  |  | Piero il Gottoso |  |  |                   |  |
|                      |              | Lucrezia Tornabuoni  | Francesco Tornabuoni       |  |  |       |  |  |                  |  |  |                   |  |
|                      |              | Lucrezia Tornabuoni  | Francesco Tornabuoni       |  |  |       |  |  |                  |  |  |                   |  |
|                      |              | Lucrezia Tornabuoni  | Selvaggia degli Alessandri |  |  |       |  |  |                  |  |  |                   |  |
| Piero il Fatuo       |              | Lucrezia Tornabuoni  |                            |  |  |       |  |  |                  |  |  |                   |  |
|                      |              | Jacopo Orsini        | Orso Orsini                |  |  |       |  |  |                  |  |  |                   |  |
|                      |              | Jacopo Orsini        | Orso Orsini                |  |  |       |  |  |                  |  |  |                   |  |
|                      |              | Jacopo Orsini        | Lucrezia Conti             |  |  |       |  |  |                  |  |  |                   |  |
| Clarice Orsini       |              | Jacopo Orsini        |                            |  |  |       |  |  |                  |  |  |                   |  |
|                      |              | Maddalena Orsini     | Carlo Orsini               |  |  |       |  |  |                  |  |  |                   |  |
|                      |              | Maddalena Orsini     | Carlo Orsini               |  |  |       |  |  |                  |  |  |                   |  |
|                      |              | Maddalena Orsini     | …                          |  |  |       |  |  |                  |  |  |                   |  |
| Clarice de' Medici   |              | Maddalena Orsini     |                            |  |  |       |  |  |                  |  |  |                   |  |
|                      | Carlo Orsini | …                    |                            |  |  |       |  |  |                  |  |  |                   |  |
|                      | Carlo Orsini | …                    |                            |  |  |       |  |  |                  |  |  |                   |  |
|                      | Carlo Orsini | …                    |                            |  |  |       |  |  |                  |  |  |                   |  |
| Roberto Orsini       | Carlo Orsini |                      |                            |  |  |       |  |  |                  |  |  |                   |  |
|                      |              | Paola Orsini         | …                          |  |  |       |  |  |                  |  |  |                   |  |
|                      |              | Paola Orsini         | …                          |  |  |       |  |  |                  |  |  |                   |  |
|                      |              | Paola Orsini         | …                          |  |  |       |  |  |                  |  |  |                   |  |
| Alfonsina Orsini     |              | Paola Orsini         |                            |  |  |       |  |  |                  |  |  |                   |  |
|                      |              | …                    | …                          |  |  |       |  |  |                  |  |  |                   |  |
|                      |              | …                    | …                          |  |  |       |  |  |                  |  |  |                   |  |
|                      |              | …                    | …                          |  |  |       |  |  |                  |  |  |                   |  |
| Caterina Sanseverino |              | …                    |                            |  |  |       |  |  |                  |  |  |                   |  |
|                      |              | …                    | …                          |  |  |       |  |  |                  |  |  |                   |  |
|                      |              | …                    | …                          |  |  |       |  |  |                  |  |  |                   |  |
|                      |              | …                    | …                          |  |  |       |  |  |                  |  |  |                   |  |
|                      |              | …                    |                            |  |  |       |  |  |                  |  |  |                   |  |